# Morris Kirksey
Morris Marshall Kirksey (Waxahachie, 13 september 1895 - San Mateo, 25 november 1981) was een Amerikaanse atleet en rugbyspeler. Hij nam eenmaal deel aan de Olympische Spelen en won hierbij drie medailles in twee verschillende takken van sport.

## Loopbaan
Kirksey veroverde zijn olympische medailles op de Olympische Spelen van 1920, twee bij atletiek en een bij rugby.
Op de 100 m moest hij het in de finale in Antwerpen opnemen tegen zijn landgenoot Charles Paddock, bekend om diens spectaculaire sprong naar de finish. Kirksey, die het bij 25 voorafgaande gelegenheden tegen Paddock had moeten afleggen, achtte zich bij voorbaat kansloos voor de overwinning en aldus geschiedde. Hoewel voor beiden 10,8 s werd geklokt, werd Paddock tot winnaar uitgeroepen.
Op de 4 x 100 m estafette had Kirksey Paddock echter niet als tegenstander, maar als teamgenoot en dat betaalde zich uit: het Amerikaanse team, met naast de twee genoemde sprinters Jackson Scholz en Loren Murchison in de gelederen, lag van meet af aan voor en won in de wereldrecordtijd van 42,2.
Morris Kirksey is een van de vier olympische medaillewinnaars die goud in twee verschillende sporten behaalde.

## Titels
- Olympisch kampioen 4 x 100 m - 1920
- Nieuw-Zeelands kampioen 100 yd - 1922
- Nieuw-Zeelands kampioen 220 yd -1922
- IC4A-kampioen 100 yd - 1921

## Persoonlijke records
| Onderdeel | Prestatie | Jaar |
| --------- | --------- | ---- |
| 100 m     | 10,6 s    | 1919 |
| 200 m     | 21,6 s    | 1920 |

## Palmares

### 100 m
- 1920:  OS - 10,8 s

### 4 x 100 m
- 1920:  OS - 42,2 s (WR)

### rugby
- 1920:  OS

1912: Jacobs, Macintosh, d'Arcy, Applegarth ·
1920: Paddock, Scholz, Murchison, Kirksey ·
1924: Clarke, Hussey, Leconey, Murchison ·
1928: Wykoff, Quinn, Borah, Russell ·
1932: Kiesel, Toppino, Dyer, Wykoff ·
1936: Owens, Metcalfe, Draper, Wykoff ·
1948: Ewell, Wright, Dillard, Patton ·
1952: Smith, Dillard, Remigino, Stanfield ·
1956: Murchison, King, Baker, Morrow ·
1960: Cullmann, Hary, Mahlendorf, Lauer ·
1964: Drayton, Ashworth, Stebbins, Hayes ·
1968: Greene, Pender, Smith, Hines ·
1972: Black, Taylor, Tinker, Hart ·
1976: Glance, Jones, Hampton, Riddick ·
1980: Moeravjov, Sidorov, Prokofjev, Aksinin ·
1984: Graddy, Brown, Smith, Lewis ·
1988: Bryzgin, Krylov, Moeravjov, Savin ·
1992: Marsh, Burrell, Mitchell, Lewis ·
1996: Esmie, Gilbert, Surin, Bailey ·
2000: Drummond, Williams, Lewis, Greene ·
2004: Gardener, Campbell, Devonish, Lewis-Francis ·
2008: Bledman, Burns, Callender, Thompson ·
2012: Carter, Frater, Blake, Bolt ·
2016: Powell, Blake, Ashmeade, Bolt ·
2020: Desalu, Jacobs, Patta, Tortu ·
2024: Brown, Blake, Rodney, De Grasse
- Bibliothèque nationale de France: cb166298313 (data)
- International Standard Name Identifier: 0000 0004 5098 5696
- Virtual International Authority File: 316737890